# Spathiphyllum tenerum
Spathiphyllum tenerum är en kallaväxtart som beskrevs av Adolf Engler. Spathiphyllum tenerum ingår i släktet Spathiphyllum och familjen kallaväxter. Inga underarter finns listade.